# Çayköy, Bayat
Çayköy là một xã thuộc huyện Bayat, tỉnh Çorum, Thổ Nhĩ Kỳ. Dân số thời điểm năm 2010 là 292 người.